# SSh-68
O SSh-68 (em russo:  СШ-68 - стальной шлем образца 1968 года, transl. SSh-68 - stal'noy shlem obraztsa 1968 goda; em, português: SSh-68 - capacete de aço modelo 1968) - é um capacete de combate de aço das Forças Armadas soviéticas e russas. O SSh-68 é um desenvolvimento adicional do capacete SSh-60. Difere principalmente em sua maior resistência, maior inclinação frontal da cúpula e borda externa mais curta. Geralmente é pintado em verde escuro.

## Características
O capacete pesa 1.300 gramas (com balaclavas de couro sintético - 1.500 gramas). O SSh-68 oferece proteção contra choques de impacto (facões, etc.) e fragmentos de aço (estilhaços) pesando 1,0 gramas em velocidades de até 250m/s. O SSh-68 não se destina a proteger contra balas.
O SSh-68 foi usado pelas forças armadas da União Soviética e seus aliados do Pacto de Varsóvia, entre outros. Hoje, ainda está em serviço na maioria dos países da CEI, bem como no Vietnã, Coréia do Norte e Afeganistão.

Devido à introdução de capacetes melhorados começando com o 6B7 original, o SSh-68 foi progressivamente retirado de serviço. Nas Forças Armadas Russas, os exemplares finais estão sendo gradualmente substituídos pelos novos capacetes 6B7-1M e 6B47.

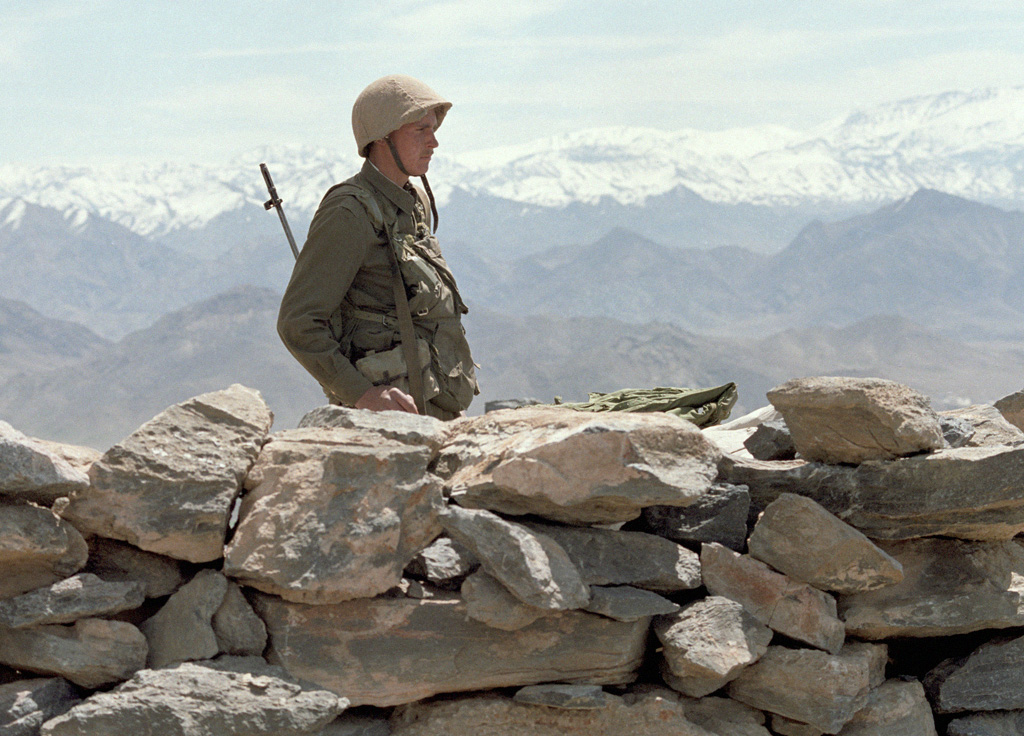
Soldado soviético usando capacete SSh-68 no Afeganistão, 15 de maio de 1988.
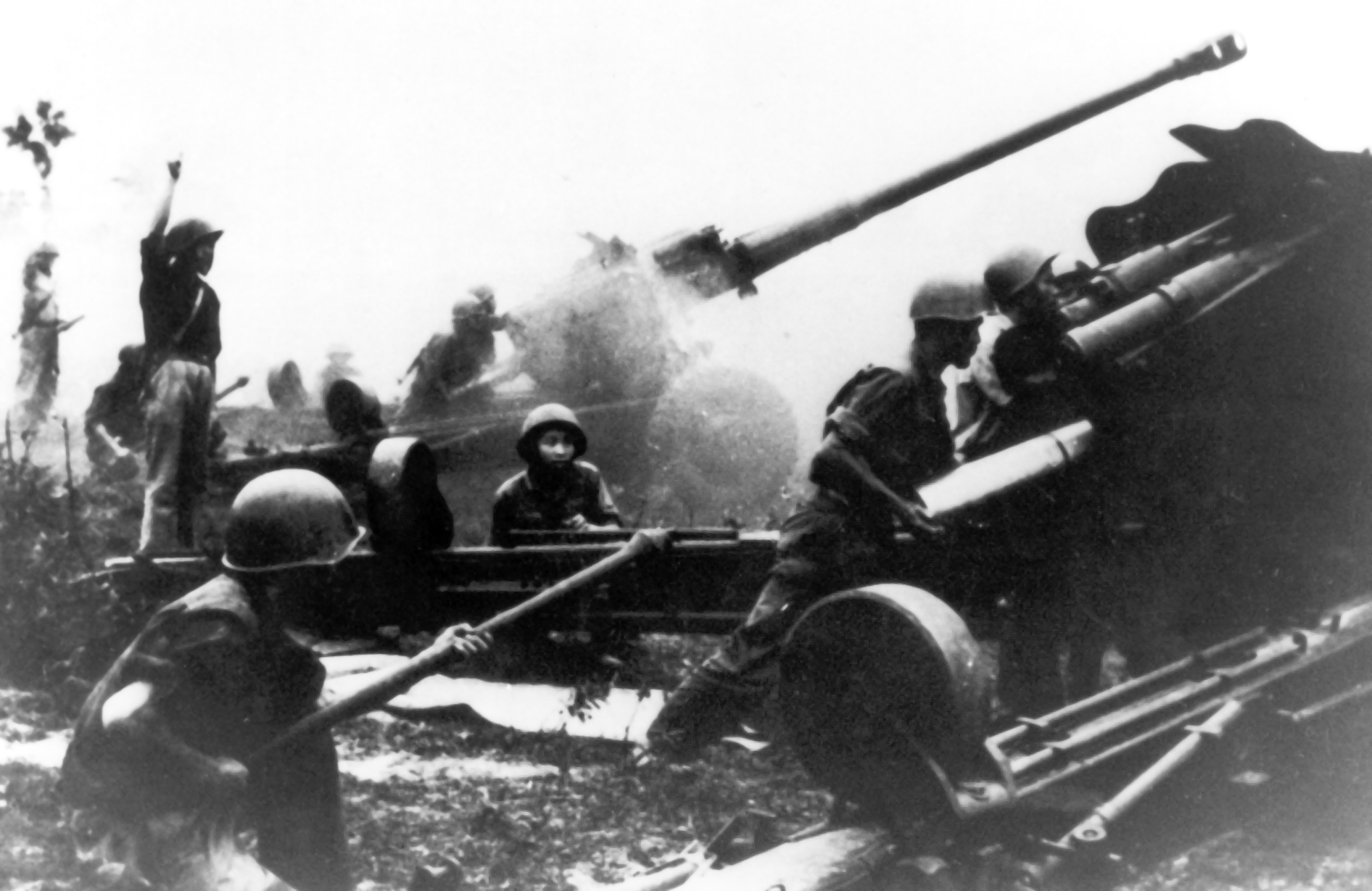
Artilheiros norte-vietnamitas usando capacetes SSh-68 na Ofensiva de Páscoa, 1972.

## Variantes

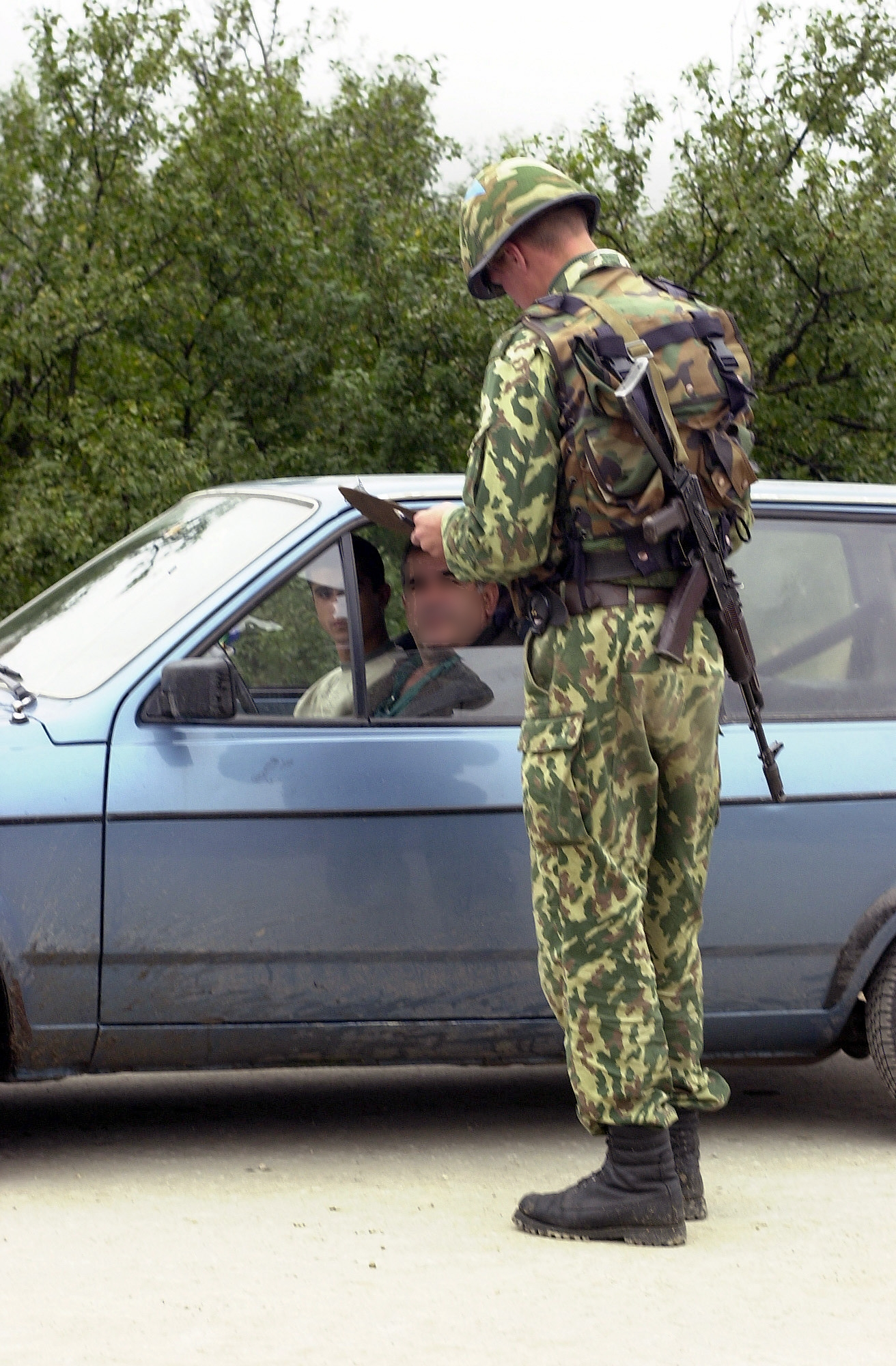
Soldado russo da KFOR usando um SSh-68 atualizado com um casco de Kevlar interno adicionado, em 2001.

- SSh-68M/СШ-68М (índice GRAU - 6B14) - Uma modernização do SSh-68 através da instalação de um forro de fibra de aramida, chamado SVM, dentro do capacete, bem como cintos modernos e sistemas de retenção. Como resultado, a massa do capacete é aumentada para 1,9kg. O capacete é projetado pelo "Equipamento especial e comunicação", para o pessoal das Tropas Internas do Ministério do Interior russo. O SSh-68M fornece proteção de cabeça de classe 1 (balas de pistola e revólver).[5] É fabricado pela NII Stali.[6]
- SSh-68N "em branco"/Заготовка (índice GRAU - 6B14) - Modernização do SSh-68 aumentando a espessura da membrana de aramida dentro do capacete, bem como pela instalação de modernos arneses de segurança e sistemas de retenção. Como resultado, a massa do capacete é aumentada para 2kg. Este capacete é projetado para o pessoal das forças armadas russas. O capacete protege a cabeça na classe 1 (pistola Makarov 9×18mm e balas de revólver), bem como de fragmentos de aço de massa esférica de 1,1g (6,3mm de diâmetro do fragmento) até 400m/s.[7]

## Dimensionamento
SSh-68 está disponível em três tamanhos diferentes, P1, P2 e P3. P1 (pequeno) é bom para cabeças até tamanho 58, tamanho 2 (médio) está entre cerca de 59 e 61 e tamanho 3 (grande a extra grande) é de 61 para cima. Os SSh-68 não são dimensionados como os capacetes da OTAN, uma vez que são projetados para serem ajustados para que os soldados usem uma Ushanka ou outro chapéu pesado por baixo durante o inverno.

## Substituição
No início dos anos 2000, os militares russos tentaram substituir o SSh-68 pelo novo capacete 6B7, que nunca foi amplamente utilizado. Na década de 2010, um novo modelo, o 6B27 (ver ru:6Б27) substituiu amplamente o SSh-68 no serviço russo, mas o capacete antigo ainda está em uso limitado pelas Forças Armadas Russas. Em outros Estados pós-soviéticos (exceto nos países bálticos e na Geórgia), ainda existem grandes estoques de SSh-68 em uso, embora na Ucrânia tenha sido esporadicamente substituído pelo Kaska-1M (ver ru:Каска-1М).
Durante o conflito na Ucrânia, várias centenas de capacetes SPECTRA foram doados a batalhões nacionalistas voluntários ucranianos (Aidar, Azov, Donbas etc.). 

## Usuários

### Usuários atuais
- Angola[4]
- Armênia
- Azerbaijão[8]
- Bielorrússia
- Cuba[4]
- Egito[4]
- Moldávia
- Coreia do Norte

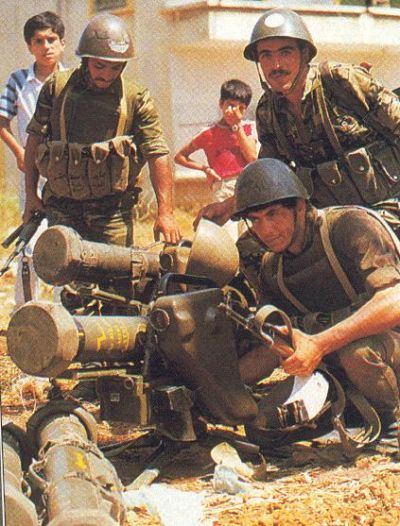
Comandos do Exército Sírio usando capacetes SSh-68 enquanto operam um ATGM MILAN.

- Filipinas: Doações feitas por Moscou em outubro de 2017.[9]
- Rússia: Números limitados ainda em serviço em 2022.
- Síria[4]
- Ucrânia[10]
- Uzbequistão
- Vietname[11][12]

### Ex-usuários
- Afeganistão[4]
- Lituânia[13]
- Mongólia[14]
- Nicarágua[15]
- União Soviética